# Az ember tervez
Az ember tervez a Tankcsapda 1995-ben megjelent negyedik stúdióalbuma, amely az előző lemez eklektikus stílusát vitte tovább, de barátságosabb hangvétellel. Az album legnagyobb slágere a szaxofon-szólóval is megtámogatott, klipes "Rock & Roll rugója", de emellett a félakusztikus "Lopott könyvek" ballada és a teljesen akusztikus "Egyszerű dal" is komoly népszerűségre tett szert a rajongók között.
Az album limitált bakelit hanglemezen is megjelent 1995-ben, melyet akkor 990 Ft-ért lehetett megvenni. Mára azonban ez a korong ritka, szinte beszerezhetetlen, így az ára jelentősen megemelkedett, eléri a 100.000 Ft-os árat is.

## Az album dalai
1. Magzat a méhben – 3:47
2. A civilizáció vége – 2:32
3. Az ember tervez – 3:19
4. A négy – 5:17
5. Rock and Rollnak hívott – 3:24
6. Lopott könyvek – 6:16
7. Legyen köztünk híd! – 3:33
8. Szemétre való – 3:58
9. Így lettél – 1:32
10. Egyszerű dal – 3:01
11. A Rock & Roll rugója – 3:17
12. Szenvedj! – 3:44
13. Hangyafoci – 0:33 (csak a CD-változaton szerepel)
14. Mikor a srác… – 4:38 (csak a CD-változaton szerepel)

## Közreműködők
- Lukács László – basszusgitár, ének
- Molnár "Cseresznye" Levente – gitár
- Buzsik György – dobok
- Muck Ferenc – zongora és szaxofon a "Rock & Roll rugója" c. dalban
- Csányi Zoltán, Csányi Szabolcs, Kowalsky (Black-Out) – vokál